# アラサー女子の恋愛事情
『アラサー女子の恋愛事情』（原題:Laggies）は2014年にアメリカ合衆国で公開されたロマンティック・コメディ映画である。監督はリン・シェルトン、主演はキーラ・ナイトレイが務めた。本作は日本国内で劇場公開されなかったが、Amazonでの配信が行われている。

## ストーリー
シアトルに暮らす28歳の女性、メーガンは自堕落な生活を送っていたが、高校時代の彼氏との交際は続いていた。そんなある日、旧友のアリソンの結婚式に参加したメーガンは、彼氏から唐突なプロポーズを受けることになった。突然人生の重大事の決断を迫られたメーガンは混乱し、そのまま式場を飛び出してしまった。あてもなく町を彷徨っていたメーガンの目に高校生の一団（アニカ、パトリック、ミスティら）が止まった。メーガンは何故か彼女たちと意気投合した。落ち着いた後、メーガンは実家に帰ったが、そこで待ち受けていた彼氏に駆け落ちを持ちかけられた。メーガンは駆け落ちに同意したが、「どうしても受講したいセミナーがある」とウソをついて駆け落ちの実行を遅らせた。
その後、メーガンはアニカから「家にほとんどいない母親の代わりにスクールカウンセラーと面談して欲しい」と頼まれた。メーガンは依頼を引き受けた報酬として、アニカの家に居候させてもらえることになった。ところが、メーガンの存在がアニカの父親、クレイグにバレてしまうという事態が発生した。クレイグに詰問されたメーガンは「新しいアパートに移るまで居させてもらっているだけです」と嘘をついてしまった。追い出すのも忍びないので、クレイグは渋々居候を認めることにした。
クレイグとメーガンは一緒に酒を飲みに行ったが、その帰りに酔った勢いでベッドを共にしてしまった。翌朝、不器用なクレイグは「もう少し居候しても良い」と伝えたが、メーガンにその真意は伝わらなかった。2人がキスをしているのを目撃したアニカは、一瞬戸惑ったものの、すぐに2人の関係を祝福する姿勢を見せた。しかし、ほどなくしてメーガンが婚約者である事実がバレたため、メーガンとアニカの関係は険悪になった。2人はプロムのためのドレスを買いに行ったが、その帰路、ついに口論になってしまった。運転していたパトリックは口論に気を取られて事故を起こした。彼を庇うために、メーガンは自分が運転していたと警察に嘘をついたが、昨夜のお酒がまだ抜けていなかったため、飲酒運転で逮捕された。父親に身柄を引き渡され、メーガンは実家に帰ることになった。
翌日、高校生たちがメーガンの家を訪れ「アニカのためにもプロムに来て欲しい」と伝えてきたが、プロムが開かれる日は婚約者と駆け落ちする日でもあった。悩んだ末、メーガンは婚約者の待つ空港へと向かった。しかし、そこで彼女はある事実に気が付くことになった。

## キャスト
- キーラ・ナイトレイ - メーガン・バーチ
  - ラリッサ・シュミッツ - 青年期のメーガン・バーチ
- クロエ・グレース・モレッツ - アニカ・ハンター
- サム・ロックウェル - クレイグ・ハンター
- エリー・ケンパー - アリソン
  - サラ・リン・ライト - 青年期のアリソン
- マーク・ウェバー - アンソニー
  - フィリップ・エイブラム - 青年期のアンソニー
- ケイトリン・デヴァー - ミスティ
- ティヤ・シルカー - ザリーナ
- グレッチェン・モル - ベサニー
- ジェフ・ガーリン - ミスター・バーチ
- サラ・コーツ - サヴァンナ
- ロッキー・デュチャルメ - 青年期のサヴァンナ
- ルイス・ホブソン - テオ
- キルステン・デロア・ヘランド - ダニエル
  - モーラ・リンゼイ - 青年期のダニエル
- ディラン・アーノルド - パトリック

## 製作
当初、本作の主演はアン・ハサウェイが務める予定だったが、スケジュールの都合で降板せざるを得なくなり、代役としてキーラ・ナイトレイが起用されることになった。
本作のタイトルを決める際、アンドレア・シーゲルが「Laggiesという単語は怠惰な大人を意味する語として広く知られている」と主張したため、それが採用されることになった。しかし、本作が完成した後、リン・シェルトン監督はLaggiesという単語が世間で全く知られていないという事実を知った。本作のタイトルが変更されることはなかったが、イギリス公開時には『Say When』というタイトルが使用された。
本作の主要撮影は2013年6月にシアトルで始まり、同年7月上旬に終了した。

## 公開・マーケティング
2014年1月17日、本作はサンダンス映画祭でプレミア上映された。7月16日、本作の予告編とポスターが公開された。9月24日、本作のイギリス版予告編が公開された。

## 評価
本作は批評家から好意的に評価されている。映画批評集積サイトのRotten Tomatoesには114件のレビューがあり、批評家支持率は66%、平均点は10点満点で6点となっている。サイト側による批評家の見解の要約は「『アラサー女子の恋愛事情』はアイデアを十分に活かしきった作品ではないかもしれない。しかし、キーラ・ナイトレイの愛嬌たっぷりの演技とリン・シェルトンの情愛に満ちた演出に支えられた良作ではある。」となっている。また、Metacriticには32件のレビューがあり、加重平均値は63/100となっている。